# Brakel (hönsras)

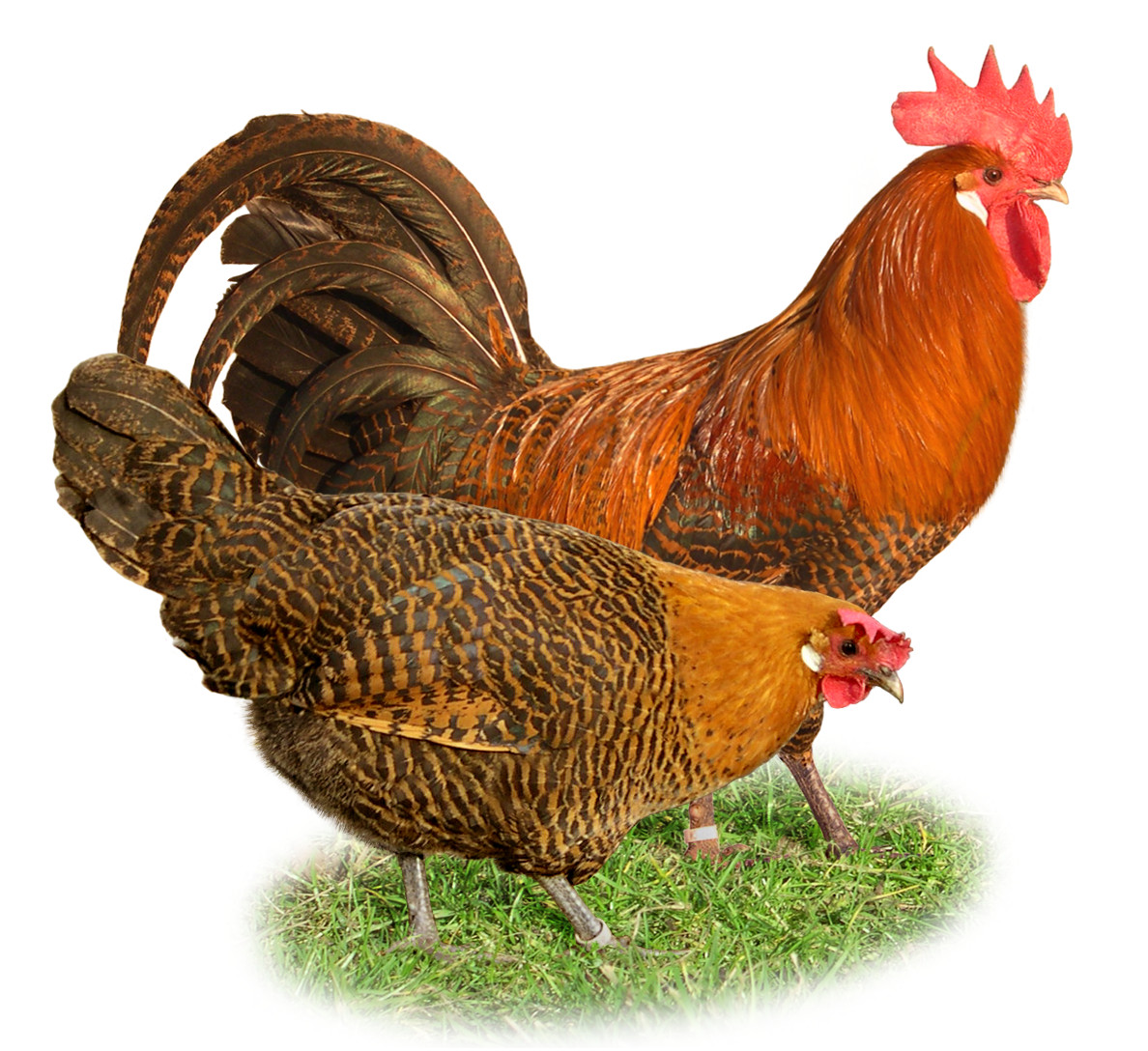
Brakel, guldvariant.

Brakel är en lätt hönsras från Belgien, framavlad ur ostfriesiska möwen och campiner. Rasen finns omnämnd i litteratur från 1500-talet. Brakel är en bra kombinationsras, det vill säga den är lämpad både för kött- och äggproduktion. Den är snabbvuxen och härdig och köttet håller hög kvalitet. Den finns även i en dvärgvariant, framavlad i Tyskland och Belgien.
En höna väger omkring 2 kilogram och en tupp väger 2-2,5 kilogram. För dvärgvarianten är vikten för en höna cirka 800 gram och för en tupp 900 gram. Äggen är vita. En höna av stor ras värper ägg som väger ungefär 60 gram och en höna av dvärgvarianten värper ägg som väger ungefär 35 gram. Hönornas ruvlust är svag, även om enstaka hönor ibland kan villiga att ruva fram kycklingar så har de flesta hönor mycket liten ruvlust.
Till sättet är brakel en livlig och aktiv ras. Den kan vara något skygg och lite flaxig. 

## Färger
- Guld
- Silver